# Konsumentbeteende
Konsumentbeteende avser när, hur och varför individer, grupper eller organisationer agerar för att välja varor eller tjänster som uppfyller deras behov eller önskemål.
 Det finns både medvetna och undermedvetna faktorer som påverkar konsumentens köpbeslut. Medvetna faktorer omfattas av de kulturella, sociala och personliga faktorerna medan de undermedvetna faktorerna omfattas av psykologiska faktorer samt människans förmåga att uppfatta och bearbeta information.
 Marknadsförare kan oftast inte påverka de faktiska faktorerna, men genom god förståelse för bakomliggande orsaker till konsumenters köpbeteende kan konsumenter påverkas till att göra köptransaktioner genom olika marknadsföringsaktiviteter.
 Forskare inom marknadsföring försöker förstå de omedvetna och medvetna orsakerna till beslutsfattande för att kunna förutspå och påverka hur konsumenter kommer att agera.
 Det finns mycket forskning inom ämnet och flera olika modeller som beskriver konsumentbeteende.
 Genom att studera medvetna och undermedvetna faktorer och deras påverkan på konsumentbeteendet kan marknadsförare agera för att skapa kundlojalitet samt förstå vilken typ av marknadsföring som kan nyttjas mest effektivt och främja den allmänna uppfattningen av ett företags varumärke eller de produkter och tjänster som erbjuds av företaget.

## Faktorer som påverkar köpbeteende
Konsumenter påverkas av olika faktorer under en köpprocess. Dessa faktorer kommer från företag i form av de 4P:na, pris, plats, produkt och påverkan. Utöver de 4P:na finns andra faktorer som påverkar en kund. Dessa faktorer är speciella för varje individ, faktorerna är: kulturella, sociala, personliga och psykologiska. Alla dessa delar hamnar i en så kallad black box under köpprocessen. Black box ingår i en modell som används för att beskriva de mentala processer konsumenten går igenom under köpbeslutet. Företag strävar efter att hela tiden lära sig mer om konsumenternas black box, för att kunna anpassa sina marknadserbjudanden på mest säljande vis. Efter att konsumenten har bearbetat det som finns i black box resulterar det i valet som kunden gör, kunden ger alltså en respons av alla olika faktorer när de handlar.

### Kulturella influenser
De kulturella faktorerna som påverkar konsumenters köpbeteende kan delas in i tre undergrupper: kultur, subkultur och sociala klasser. Kulturen i ett samhälle kan sammanfattas till de normer och värderingar som finns i ett samhälle. Inom den större kulturen skapas även subkulturer, dessa är mindre grupperingar med människor som har liknande värderingar samt liknande erfarenheter. Subkulturer baseras på ålder, geografisk läge, religion, härkomst och etniska skillnader. Subkulturer uppstår när människor med gemensamma intressen bildar en grupp med en tydlig identitet. Medlemmarna i subkulturer är självutnämnda och visar sitt medlemskap genom att bland annat anamma symboler, ritualer, klädkoder som anses normalt för resten av gruppen. Man kan identifiera grupper inom subkulturen vilka blir undergrupper. Exempel på olika subkulturella intressen är träning eller kristendom. 
Sociala klasser avser likartade grupper i ett samhälle där personer delar liknande livsstil och intressen. De olika klasserna uppstår inte endast beroende av inkomst utan även utbildning, yrke och personens rikedom. Konsumenter inom de olika klasserna tenderar att köpa liknande produkter och märken vilket gör att företag kan specificera sin marknadsföring till olika sociala klasser. 

### Sociala influenser
Konsumenter påverkas även av olika sociala faktorer som familj, referensgrupper och roller.
Referensgrupper avser grupper vars åsikter och värderingar används av en konsument och ligger till grund för hans eller hennes omdöme, åsikter och handlingar inför ett köp. Inom olika referensgrupper finns ofta opinionsledare är en person som tack vare sin produktkunskap, kompetens och trovärdighet kan utöva en stor social påverkan på konsumenter. Opinionsbildare är oftast specifika för en produktkategori, det vill säga, en opinionsledare för datorer är inte troligt även en opinionsledare inom mode. Journalister, kändisar och bloggare har breda sociala nätverk samt förmågan att påverka människors beslut och anses därför som typiska opinionsbildare.Även familjen, vänner och andra bekanta har en stark påverkan på konsumenter. Genom att andra människor som konsumenten litar på värderar och rekommenderar olika varumärken påverkas kunden till att ha ett större tillit till de rekommendationerna, än reklamen de exponeras för.

### Personliga influenser
Köpbeslut påverkas även av personliga faktorer såsom ålder, yrke, ekonomisk situation, livsstil och personlighet.
Människor köper olika produkter och tjänster under sin livstid. De olika marknadserbjudanden som finns attraherar människor i olika åldrar vilket gör att ålder på en konsument får stor betydelse. Vilken mat kunden föredrar, kläder, möbler och nöjen är oftast åldersrelaterat. Under konsumentens liv finns olika stadier, som att  flytta hemifrån, barn, giftermål, skilsmässa eller liknande. Under dessa perioder har människor olika behov vilket präglar vilka köpbeslut de fattar.En persons yrke påverkar dennes köpbeteende. Till exempel tenderar en industriarbetare att köpa mer arbetskläder än en tjänsteman som istället köper kostymer. Under de olika perioderna i livet har konsumenten ofta olika ekonomiska resurser att konsumera för, vilket resulterar i att konsumenten prioriterar de saker som är viktigast för stunden. Den ekonomiska situationen påverkar alltså konsumentens val av produkt.En livsstil är en persons livsmönster, det vill säga en persons sätt att leva.
Livsstilen formas av en persons socialgrupp, personlighet samt personens sätt att interagera i samhället. Konsumenter köper inte produkter enbart för dess funktionalitet utan även för dess budskap och sociala värde. Till exempel, en person köper ekologiska produkter för att de bekräftar att personen är miljövänlig, vilket i sin tur kan definieras som en livsstil. Personlighet beskriver en persons sätt att vara baserad på dennes psykologiska karaktär. Termer som ofta används för att beskriva personlighet är: Självsäker, dominant, social, självständig, beskyddande med mera. Personlighet kan användas till att analysera konsumentbeteende gentemot en viss produkt eller ett märke. Även företag och dess varumärke kopplas ofta till olika personligheter. Det finns fem olika former av personligheter ett företag kan ha: ärlig (jordnära, uppmuntrande), spännande (utmanande, fantasifull), kompetens (trovärdig intelligent, framgångsrik), sofistikerad (överklass, charmig) och robust (kraftig, äventyrlig). 

### Psykologiska influenser
En konsument är influerad av fyra stora psykologiska faktorer vid köp: motivation, perception, inlärning samt övertygelse och attityd.

#### Motivation
Människor har psykologiska behov av uppskattning och tillhörighet. Detta behov ger en drivkraft och motivation till att söka tillfredsställelse. Det finns två populära teorier om den mänskliga motivationen.

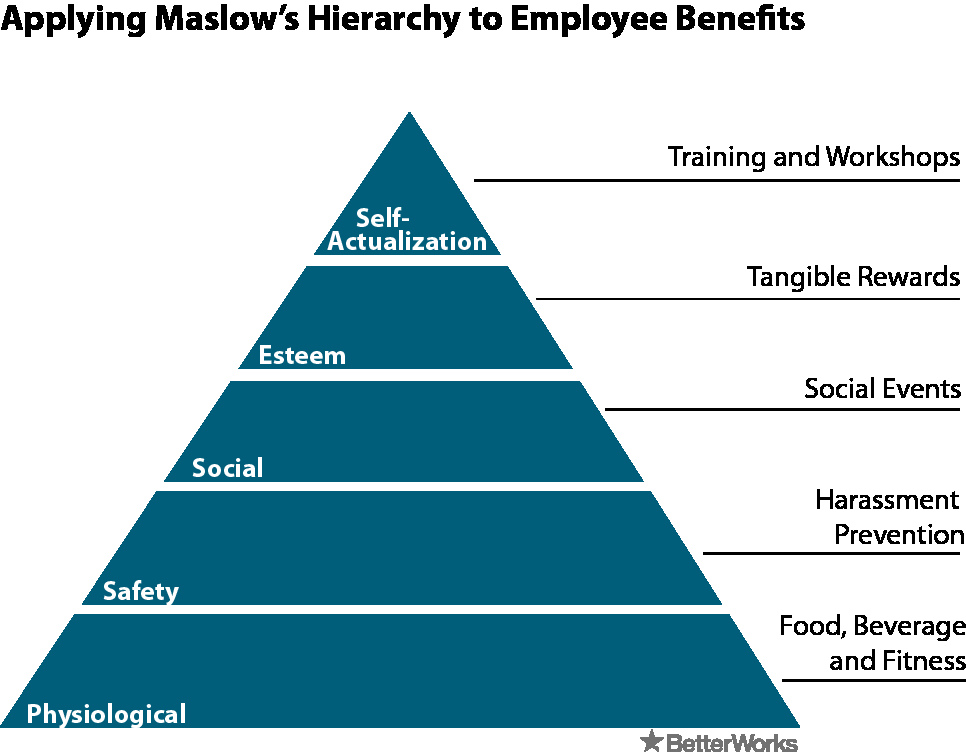
Maslows behovspyramid

Sigmund Freuds teori bygger på människans undermedvetna motivation. Det är något som konsumenten själv ofta inte är medveten om och därför inte heller kan förklara. Det är den undermedvetna motivationen som styr beteendet. Till exempel kan en äldre man enligt Freud, köpa sig en ny sportbil för att, enligt mannen själv, han gillar att känna vinden i håret. På en djupare nivå kan snarare motivation att visa omvärlden sin framgång påverkat mannens beslut angående sportbilen. En anledning på ett ännu djupare plan kan vara att mannen vill känna sig yngre.
Abraham Maslow menar att människor är drivna till särskilda behov vid olika tidpunkter. Människans behov är enligt Maslow, arrangerade i en hierarki, Maslows behovspyramid. I denna placeras de mest pressade behoven längst ned, och det minst pressade längst upp . Människan försöker tillfredsställa det viktigaste behovet först (hunger, törst). När detta behov sedan är tillfredsställt, är det inte längre ett motiverat behov, vilket resulterar i att människan försöker tillfredsställa nästkommande behov enligt Maslows hierarki.

#### Perception
Perception är processen där personen tar in, organiserar och tolkar information för att forma en meningsfull bild av världen. Individer kan uppfatta samma information på olika sätt. Det görs genom tre olika processer: selektiv uppmärksamhet, selektiv förvrängning och selektivt bevarande.
- Selektiv uppmärksamhet – Tendensen att sortera bort de flesta intrycken som människan utsätts för. Marknadsförare måste därför arbeta extra hårt för att dra till sig konsumenternas uppmärksamhet.[27]
- Selektiv förvrängning – det konsumenten redan tror eller vet om produkten påverkar intaget av information om produkten. Man väljer bort och tar inte in information som säger emot ens attityd och övertygelse.
- Selektivt bevarande – Konsumenterna har lätt att minnas bra saker om varumärken de tycker om, medan de har svårare att minnas bra saker om konkurrerande varumärken.[27]

#### Inlärning
Inlärning innebär att forma eller förändra en åsikt baserat på tidigare erfarenheter av ett köp. Inlärning sker under fem samverkande faktorer, drift, incitament, signaler, respons och förstärkning.
Upplever sig kunden nöjd av en produkt förstärks redan positiva förväntningar och även synen på varumärket. Chansen att kunden köper en liknande produkt från varumärket i ett senare skede ökar därmed, vilket hjälper företag att bygga en lojal kundbas.

#### Övertygelse och attityd
Genom lärande och att göra, erhåller människor diverse övertygelser och attityder. Köpbeteendet påverkas sedan i sin tur av dessa. Övertygelse är i grunden uppfattningen om ett objekt, som kan baseras på kunskap, åsikt, tro eller känslomässig respons. Marknadsförare är intresserade av övertygelser människor utformar kring företagets varor samt tjänster, då dessa påverkar köpbeslutet. Vid enligt marknadsföraren, felaktiga övertygelser, kan en kampanj för att motbevisa dessa göras.
Attityd är den relativt konsekventa utvärdering, känsla och tendens en person har mot ett objekt eller en idé. Attityder är generellt sett svåra att förändra när de har etablerats. Således bör ett företag anpassa sig efter redan befintliga attityder, snarare än att försöka förändra de som redan finns.

## Typer av köpbeslutsbeteenden
Det finns fyra typer av beteenden när det kommer till köpbeslut. Dessa skiljer sig beroende av ett samspel mellan personliga inställningar och övertygelser bland konsumenter till ett varumärke.

### Komplext köpbeteende
Om konsumenten är starkt involverad i köpbeslutet och uppfattar stor skillnad mellan olika märken visar det på komplext köpbeteende. Detta beteende visas ofta när det gäller produkter som är dyra, riskfyllda, mycket självuttryckande och som sällan inhandlas. Detta beteende verkar också användas oftare desto mer erfaren en kund blir i köpprocessen. Bilköp är ett praktexempel på ett tillfälle då komplext köpbeteende är vanligt förekommande. Marknaden för bilar är så pass utbredd att det ofta krävs utförligt informationssökande av specifikationer och märken gällande produkten innan ett köpbeslut tas.

### Dissonansreducerande köpbeteende
Om konsumenten är starkt involverad i köpbeslutet men uppfattar liten skillnad mellan olika märken visar det på dissonansreducerande köpbeteende. Det gäller i de flesta fall dyra produkter som ej inhandlas ofta, där de variationer och skillnader som finns mellan märkena är subtila. Ett exempel på detta är köp av heltäckningsmatta. Köpengagemanget är då ofta högt på grund av att detta kan vara dyrt och anses vara självuttryckande. Kvaliteten på produkten kan variera kraftigt vilket kan vara svårt att uppfatta för oerfarna kunder. Även efter informationssökande kan skillnaderna vara oklara vilket resulterar i att kunden snabbt bestämmer sig och då blir oftast låga priser den största avgörande faktorn vid köp, vilket sedan kan leda till missnöje med produkten i efterhand.

### Vaneköpsbeteende
Om konsumenten ej lägger kraft i valprocessen och det är en liten skillnad mellan märken visar det på vaneköpsbeteende. Vid köp av exempelvis bordssalt tänker kunden oftast ej på det märket de köper, utan tar samma produkt som de gjort tidigare av ren vana och inte på grund av lojalitet till ett visst märke. Konsumenter tenderar att ha lågt köpengagemang när det gäller billiga och ofta inhandlade varor.

### Variationssökande köpbeteende
I variationssökande köpbeteende är ofta engagemanget i efterforskning hos konsumenten låg men skillnaden mellan märken uppfattas som stor. Detta beteende är vanligt vid köp av exempelvis kakor. Konsumenten väljer ofta en sort utan lång betänketid, och nästa gång kanske konsumenten väljer ett annat märke för att prova något nytt. Det handlar om relativt billiga produkter som förbrukas under kort tid, där den avgörande faktorn inte handlar om märket utan om variation.

## Informations betydelse

### Exponering av information
Kunden behöver ta in den information som ges för att de ska välja deras produkt eller varumärke över konkurrentens. Teorin om selektiv exponering förklarar människors tendenser att öppna upp sig för information som de i förväg har en fastställd syn på, samtidigt som man undviker det som motsägs.

### Förståelse av information
Information måste uppfattas på ett bra sätt av konsumenten för att den ska förstås. Konsumenterna måste kunna ignorera de obetydliga delarna och avkoda informationen rätt.

### Trovärdighet
För att informationen ska ha någon inverkan måste konsumenterna förstått och också lita på informationen. Konsumenter är mycket mer villiga att hålla med om det som sägs om det kommer från en pålitlig källa.
Förutom en trovärdig källa har utformningen av informationen, stil, struktur och möjlighet till reklamation alla en betydande inverkan på trovärdigheten.

### Att komma ihåg informationen
Konsumenter behåller information som de förstår och som ser som giltig, dock kan även denna information glömmas bort. Deutsch förklaring på korttidsminnet samt långtidsminnet är att korttidsminnet ska kunna lagra information under en kort tid, och långtidsminnet ska kunna lagra information under en längre tid. Fördröjd bearbetning av information kan beskrivas av att när en konsument först exponeras av information. Inte bara gör det att konsumenten har en tendens att glömma och lära sig ny information, men det selekteras ständigt bort mot redan lagrad information vilket fördröjer den befintliga processen för att lagra information.

### Information från minnet
Information som är exponerad för en konsument tolkas och lagras i det kognitiva systemet, detta leder till att när konsumenten måste ta ett beslut så har den lagrade information en viss påverkan på beslutstagandet. Människor är kända för att besitta ett systematiskt minnessystem. Detta system kategoriserar information över olika områden för att kunna plockas upp av hjärnan och användas vid ett senare tillfälle. För att kunna förstå hur information kan hämtas ut genom sökstrategier är det viktigt att veta hur det kognitiva systemet är uppbyggt. Det är även viktigt att information som finns där kan identifieras utan svårigheter, detta för att konsumenten hämtar information från minneslagringen när det är dags för ett beslut. Om kunden måste fundera över sitt beslut utan att det impulsiva påverkar finns risken att kunden avstår från att köpa varan. Sökstrategier som en konsument använder sig av är som sagt inte alltid medvetet utan ofta omedvetna vilket leder till oavsiktliga ageranden.
Enligt Guilfords modell av struktur av intellekt, sökstrategier som hämtar information från minnessystemet när det finns ett antal möjliga alternativ för t.ex. ett köp, kallas för divergent tänkande. Divergent tänkande är en tankeprocess som tar hänsyn till alla möjliga alternativ. Detta relaterar till sättet en konsument bearbetar information innan man tar ett beslut då man har flera olika alternativ tex om en konsument ska köpa en vara eller tjänst.

### Beslutsprocessen
Denna process börjar långt innan själva köpet och fortsätter även långt efter, det kan till och med sluta med ett beslut av att man inte borde ha köpt varan, vilket leder till en retur. Det är alltså av högsta vikt för marknadsförare att följa upp processen hela vägen inte endast fram till köpet bland annat för att undvika returer av varor. Sedan finns det konsumenter som är omedvetna om sina handlingar och det händer att personen ifråga inte kommer ihåg hur han nått ett beslut. I de scenarion där konsumenter är medvetna om beslutstagande och minns det beslut som de fattade är det inte säkert att de beskriver beslutsprocessen sanningsenligt, utan alla individer har en egen uppfattning av hur det gick till. Ett exempel på detta är personer som arbetar inom rationella yrken där man måste ta rationella beslut regelbundet. Forskning visar att när personer försöker förklara deras resonemang för att göra ett köpbeslut är det högst troligt att de hittar på vad de anser som mest logiskt och rimligt vid just detta tillfälle. Troligtvis kommer de med en egen generaliserad motivering snarare än ett korrekt omedvetet skäl till köpet. Detta beror på att personer inte har tillgång till den undermedvetna delen av hjärnan. Av denna anledning är konsumenternas handlingar ofta baserade på undermedvetna beslutsprocesser. Det finns även ett påtvingat behov som gör att personer kan känna att de måste köpa en viss produkt för de har byggt upp ett behov. I det sistnämnda spelar givetvis personens karaktär in, det vill säga hur lätt denne har att falla för frestelser.

### Köpprocessen
Köpprocessen är kopplad till hur en konsument beter sig på marknaden och beskriver hur en konsument går igenom fem steg före, under och efter ett köpbeslut: Behovsupptäckt, informationssökning, utvärdering av alternativ, köpbeslut och efterköpsbeteende. Processen inleds med att konsumenten upptäcker ett behov eller ett problem. Behovet kan uppkomma från interna eller externa stimuli, där interna stimuli kommer inifrån konsumenten själv, till exempel hunger. Externa stimuli når konsumenten utifrån exempelvis en annons. När behovet är väckt kommer nästa steg i köpprocessen, informationssökning, vari konsumenten börjar samla information om vilka varor eller tjänster på marknaden som kan tillgodose behovet. När informationen har samlats in går konsumenten in i tredje steget och börjar utvärdera alternativen som finns på marknaden. Därefter tar konsumenten beslut om att köpa in den vara eller tjänst som upplevts bäst i utvärderingsfasen, detta steg kallas köpbeslut. Efter inköpet hamnar konsumenten i efterköpsbeteende-steget, där utvärderas köpet och kunden kan känna sig nöjd eller missnöjd med sitt köp Konsumenten har ett eget ansvar för sina köpbeslut på marknaden, men besluten kan underlättas genom jämförbarhet och tydlig information från marknadsaktörer

### Adoptionsprocessen
Adoptionsprocessen är en modell för hur konsumenter tar till sig nya produkter på marknaden från att höra om produkten för första gången till att slutligen börja använda produkten regelbundet. Adoptionsprocessen består av fem steg: Medvetenhet, intresse, utvärdering, prov och slutligen adoption. Innovationer på marknaden tas emot olika av olika individer. Så kallade innovatörer är den grupp av konsumenter som först tar till sig en innovation på marknaden. Därefter tar tidiga accepterare till sig innovationen och så följer tidig majoritet, därefter sen majoritet och sist eftersläntrare.